# Henk-Jan Zwolle
Henk-Jan Zwolle (* 30. November 1964 in Enschede) ist ein ehemaliger niederländischer Ruderer, 1996 war er Olympiasieger mit dem Achter.

## Erfolge
Zwolle erreichte bei den Junioren-Weltmeisterschaften 1982 den sechsten Platz mit dem niederländischen Doppelvierer. 1986 belegte er in der Erwachsenenklasse den fünften Platz in der gleichen Bootsklasse, in diesem Boot saßen auch Nico Rienks und Ronald Florijn. 1987 fuhr er zusammen mit Bart Peters im Doppelzweier auf den achten Platz bei den Ruder-Weltmeisterschaften 1987. Im Jahr darauf trat Zwolle bei den Olympischen Spielen in Seoul im Einer an und wurde Zwölfter, Rienks und Florijn gewannen die Goldmedaille im Doppelzweier. 
Nach zwei weiteren Jahren im Einer ohne Endlaufplatzierung bei Großereignissen trat Zwolle bei den Ruder-Weltmeisterschaften 1991 in Wien zusammen mit Nico Rienks im Doppelzweier an und gewann den Titel vor dem sowjetischen und dem deutschen Boot. Im Jahr darauf lagen bei den Olympischen Spielen in Barcelona die Boote aus Australien und aus Österreich vor Rienks und Zwolle, die damit die Bronzemedaille erhielten. 
Nach einem siebten Platz im Doppelvierer bei den Ruder-Weltmeisterschaften 1993 wechselte Zwolle 1994 vom Skull zum Riemenrudern. 1994 hinter dem US-Achter und 1995 hinter dem Deutschland-Achter belegte der niederländische Achter jeweils den zweiten Platz im Weltmeisterschaftsfinale. 1996 gewann der niederländische Achter bei der Olympiaregatta in Atlanta Gold in der Besetzung Henk-Jan Zwolle als Bugmann, Diederik Simon, Michiel Bartman, Koos Maasdijk, Niels van der Zwan, Niels van Steenis, Ronald Florijn, Nico Rienks als Schlagmann und Steuermann Jeroen Duyster.